# مقاطعة فاييت (تكساس)
مقاطعة فاييت (بالإنجليزية: Fayette  County)‏ هي إحدى المقاطعات في ولاية تكساس، الولايات المتحدة الأمريكية.